# Nati nel 1925/Luglio
| Questa pagina contiene informazioni ricavate automaticamente dalle voci biografiche con l'ausilio del template Bio e di un bot. L'aggiornamento è periodico e automatico e ricostruisce completamente la pagina. Se manca una persona in questa lista, sei pregato di non aggiungerla, ma accertati piuttosto che la sua voce biografica contenga il template Bio e che i dati anagrafici siano correttamente compilati. Se il template Bio manca, inseriscilo tu stesso o, in alternativa, metti l'avviso {{tmp\|Bio}} che ne segnala la mancanza. Se i dati riportati sono sbagliati, correggi direttamente la voce biografica; le modifiche saranno visibili in questa lista entro pochi giorni. Per chiarimenti vedi il progetto biografie. La lista contiene solo le 192 persone che sono citate nell'enciclopedia e per le quali è stato implementato correttamente il template Bio. Pagina aggiornata al 26 lug 2025. |

- 1º luglio - Italo De Zan, ciclista su strada italiano († 2020)
- 1º luglio - Ferdinando Forlai, ingegnere italiano († 2014)
- 1º luglio - Farley Granger, attore statunitense († 2011)
- 1º luglio - Franca Magnani, giornalista italiana († 1996)
- 1º luglio - Art McNally, arbitro di football americano, arbitro di baseball e arbitro di pallacanestro statunitense († 2023)
- 2 luglio - Arturo Carmassi, scultore e pittore italiano († 2015)
- 2 luglio - Giorgio De Sabbata, partigiano e politico italiano († 2013)
- 2 luglio - Medgar Evers, attivista e politico statunitense († 1963)
- 2 luglio - Pietro Forquet, giocatore di bridge italiano († 2023)
- 2 luglio - Patrice Lumumba, politico congolese (Repubblica Democratica del Congo) († 1961)
- 2 luglio - Ol'ga Olejnik, matematica sovietica († 2001)
- 3 luglio - Emidio Cavigioli, calciatore italiano († 2015)
- 3 luglio - Georgette Coste, cestista e allenatrice di pallacanestro francese († 2009)
- 3 luglio - Conrad Klemm, flautista svizzero († 2010)
- 3 luglio - Euro Teodori, compositore, musicista e attore italiano († 2014)
- 3 luglio - Anatolij Vasil'evič Ėfros, regista sovietico († 1987)
- 4 luglio - Cathy Berberian, mezzosoprano, compositrice e traduttrice statunitense († 1983)
- 4 luglio - Jacques Fabbri, attore e regista francese († 1997)
- 4 luglio - Eric Fleming, attore statunitense († 1966)
- 4 luglio - Dorothy Head Knode, tennista statunitense († 2015)
- 4 luglio - Peggy Milner, cestista canadese († 2016)
- 4 luglio - Ivo Perišin, politico croato († 2008)
- 4 luglio - Walter Sabatelli, pittore italiano († 1997)
- 4 luglio - Jacques Vidal, storico delle religioni e presbitero francese († 1987)
- 5 luglio - Bruno Begnotti, architetto, urbanista e vignettista italiano († 2020)
- 5 luglio - Bruno Berellini, partigiano francese († 1995)
- 5 luglio - Marco Bisceglia, prete italiano († 2001)
- 5 luglio - Jean Raspail, esploratore e romanziere francese († 2020)
- 5 luglio - Charles Asa Schleck, arcivescovo cattolico statunitense († 2011)
- 5 luglio - Vladimir Zjablikov, calciatore sovietico († 1955)
- 6 luglio - Merv Griffin, conduttore televisivo statunitense († 2007)
- 6 luglio - Bill Haley, cantante e attore statunitense († 1981)
- 6 luglio - Zdravko-Ćiro Kovačić, pallanuotista jugoslavo († 2015)
- 6 luglio - John Rich, regista statunitense († 2012)
- 6 luglio - Dario Valori, giornalista e politico italiano († 1984)
- 6 luglio - Gazi Yaşargil, medico turco († 2025)
- 7 luglio - Renato Colombo, politico italiano († 1994)
- 7 luglio - Fernand Decanali, pistard francese († 2017)
- 7 luglio - Luigi Girardin, politico italiano († 1997)
- 7 luglio - Gelij Koržev, pittore sovietico († 2012)
- 7 luglio - Vittorio Masci, allenatore di calcio e calciatore italiano († 2011)
- 7 luglio - Paolo Minganti, orientalista, arabista e islamista italiano († 1978)
- 7 luglio - Margarethe Stolz-Hoke, pittrice italiana († 2018)
- 8 luglio - Jean Cau, scrittore, giornalista e sceneggiatore francese († 1993)
- 8 luglio - Marco Cé, cardinale e patriarca cattolico italiano († 2014)
- 8 luglio - Miriam Repič-Lekić, pittrice e scultrice jugoslava († 2015)
- 8 luglio - Goffredo Stabellini, calciatore italiano († 2012)
- 9 luglio - Cesare Bozzetti, filologo e critico letterario italiano († 1999)
- 9 luglio - Nerina De Walderstein, partigiana italiana († 2011)
- 9 luglio - Mary de Rachewiltz, poetessa e saggista italiana
- 9 luglio - Borislav Stanković, cestista, allenatore di pallacanestro e dirigente sportivo jugoslavo († 2020)
- 10 luglio - Don Costa, arrangiatore, compositore e produttore discografico statunitense († 1983)
- 10 luglio - Dino Dondi, baritono italiano († 2007)
- 10 luglio - Dorothea Hochleitner, sciatrice alpina austriaca († 2012)
- 10 luglio - Anton Krásnohorský, calciatore cecoslovacco († 1988)
- 10 luglio - Mahathir Mohamad, politico malese
- 10 luglio - Kevin O'Shea, cestista, allenatore di pallacanestro e dirigente sportivo statunitense († 2003)
- 10 luglio - Murray Waxman, cestista canadese († 2022)
- 11 luglio - Mattiwilda Dobbs, soprano statunitense († 2015)
- 11 luglio - Edgardo Egaddi, pianista, direttore di coro e compositore italiano († 2000)
- 11 luglio - Nicolai Gedda, tenore svedese († 2017)
- 11 luglio - Eddie Lowe, calciatore e allenatore di calcio inglese († 2009)
- 11 luglio - Fernando Matthei, generale e politico cileno († 2017)
- 11 luglio - Giovanni Maria Sartori, arcivescovo cattolico italiano († 1998)
- 11 luglio - Georges Schneider, sciatore alpino e allenatore di sci alpino svizzero († 1963)
- 12 luglio - Yasushi Akutagawa, compositore e direttore d'orchestra giapponese († 1989)
- 12 luglio - Arsénio Duarte, calciatore portoghese († 1986)
- 12 luglio - Sándor Gellér, calciatore ungherese († 1996)
- 12 luglio - Francesco Alberto Giunta, scrittore, poeta e giornalista italiano († 2013)
- 12 luglio - Rosario Villari, storico e politico italiano († 2017)
- 12 luglio - Villy de Luca, giornalista italiano († 1982)
- 13 luglio - Giovanni Cattozzo, calciatore italiano († 1992)
- 13 luglio - Huang Zongying, attrice e scrittrice cinese († 2020)
- 13 luglio - Madeleine Leininger, infermiera statunitense († 2012)
- 13 luglio - Enzo Menegotti, calciatore italiano († 1999)
- 13 luglio - Suzanne Zimmerman, nuotatrice statunitense († 2021)
- 14 luglio - Francisco Álvarez Martínez, cardinale e arcivescovo cattolico spagnolo († 2022)
- 14 luglio - Elmo Bovio, calciatore argentino († 2017)
- 14 luglio - Hugh Gillin, attore statunitense († 2004)
- 14 luglio - Carlos Alberto Velázquez, ex pentatleta e ex schermidore argentino
- 15 luglio - Renzo Bartolozzi, calciatore italiano
- 15 luglio - Antony Carbone, attore statunitense († 2020)
- 15 luglio - Philip Carey, attore statunitense († 2009)
- 15 luglio - Paolo Panelli, attore, comico e conduttore televisivo italiano († 1997)
- 15 luglio - D. A. Pennebaker, regista cinematografico statunitense († 2019)
- 15 luglio - Cesare Pollastri, liutaio italiano († 1998)
- 15 luglio - Cord von Restorff, scrittore tedesco († 1991)
- 15 luglio - Roland Sierens, pallanuotista belga
- 15 luglio - Jürgen Werner, calciatore tedesco († 2002)
- 16 luglio - Bill Eckersley, calciatore inglese († 1982)
- 16 luglio - Emilio Iarrusso, politico, paroliere e giornalista italiano († 2002)
- 16 luglio - Helmut Krone, pubblicitario statunitense († 1996)
- 16 luglio - Aulo Gelio Lucchi, calciatore italiano († 1999)
- 16 luglio - Giorgio Piazza, attore, doppiatore e direttore del doppiaggio italiano († 2010)
- 16 luglio - Rosita Quintana, attrice e cantante argentina († 2021)
- 16 luglio - Stanley Shapiro, sceneggiatore, scrittore e attore statunitense († 1990)
- 16 luglio - Cal Tjader, musicista statunitense († 1982)
- 16 luglio - Joseph Burney Trapp, storico, bibliotecario e storico della letteratura neozelandese († 2005)
- 17 luglio - Carla Boni, cantante italiana († 2009)
- 17 luglio - Anita Lasker-Wallfisch, violoncellista tedesca
- 17 luglio - Jimmy Scott, cantante statunitense († 2014)
- 18 luglio - François Augiéras, scrittore e pittore francese († 1971)
- 18 luglio - Giorgio Bolognesi, calciatore, allenatore di calcio e dirigente sportivo italiano († 2014)
- 18 luglio - Fritze Carstensen, nuotatrice danese († 2005)
- 18 luglio - Ion Dumitrescu, tiratore a volo rumeno († 1999)
- 18 luglio - Ernesto Illy, imprenditore italiano († 2008)
- 18 luglio - Jaime de Mora y Aragón, attore, pianista e cantante spagnolo († 1995)
- 18 luglio - Shirley Strickland, ostacolista e velocista australiana († 2004)
- 18 luglio - Glen Wood, pilota automobilistico e dirigente sportivo statunitense († 2019)
- 19 luglio - Otto Arosemena, politico ecuadoriano († 1984)
- 19 luglio - Guru Dutt, regista e attore indiano († 1964)
- 19 luglio - Jørgen Fryd Petersen, sollevatore danese († 1988)
- 19 luglio - Michael Pfeiffer, allenatore di calcio e calciatore tedesco († 2018)
- 19 luglio - Roger Quenolle, calciatore francese († 2004)
- 19 luglio - Pupino Samonà, pittore italiano († 2007)
- 19 luglio - Sue Thompson, cantante statunitense († 2021)
- 19 luglio - Eligio Valentino, canoista italiano († 2012)
- 20 luglio - Lola Albright, modella, attrice e cantante statunitense († 2017)
- 20 luglio - Fulvio Camerini, politico e cardiologo italiano († 2019)
- 20 luglio - Jacques Delors, politico e economista francese († 2023)
- 20 luglio - Frantz Fanon, psichiatra, antropologo e filosofo francese († 1961)
- 20 luglio - María Gallardo, cestista cilena († 1992)
- 20 luglio - Franco Giustolisi, giornalista italiano († 2014)
- 20 luglio - Nicola Rotolo, politico italiano († 2024)
- 21 luglio - Francesco Freda, truccatore italiano († 2019)
- 21 luglio - Lino Salvini, medico italiano († 1982)
- 22 luglio - Joseph Sargent, regista, attore e produttore televisivo statunitense († 2014)
- 22 luglio - Hal Schaefer, musicista statunitense († 2012)
- 22 luglio - Mimmo Surace, cantante e compositore italiano († 2013)
- 23 luglio - Nino Assirelli, ciclista su strada italiano († 2018)
- 23 luglio - Pierre Baugniet, pattinatore artistico su ghiaccio belga († 1981)
- 23 luglio - Harvey Bennett, hockeista su ghiaccio canadese († 2004)
- 23 luglio - Gloria DeHaven, attrice statunitense († 2016)
- 23 luglio - Alain Decaux, storico francese († 2016)
- 23 luglio - Burt Glinn, fotografo statunitense († 2008)
- 23 luglio - Quett Masire, politico botswano († 2017)
- 23 luglio - Magdalo Mussio, artista e grafico italiano († 2006)
- 23 luglio - Samuel Schemberg, pallanuotista brasiliano († 2005)
- 23 luglio - Oliver Smithies, genetista inglese († 2017)
- 24 luglio - Adele Addison, soprano statunitense
- 24 luglio - Ignacio Aldecoa, scrittore spagnolo († 1969)
- 24 luglio - Luciano Benevene, cantante italiano († 2002)
- 25 luglio - Pedro Araya Zavala, cestista cileno († 1998)
- 25 luglio - Ilija Asenov, cestista bulgaro
- 25 luglio - Wilfredo Caimmi, partigiano e scrittore italiano († 2009)
- 25 luglio - Alberigo Crocetta, produttore discografico e imprenditore italiano († 1986)
- 25 luglio - Richard Kadison, matematico statunitense († 2018)
- 25 luglio - Umberto Menegalli, schermidore svizzero († 1988)
- 25 luglio - Ettore Milano, ciclista su strada e dirigente sportivo italiano († 2011)
- 25 luglio - Jerry Paris, attore e regista statunitense († 1986)
- 25 luglio - Luigi Pretto, presbitero e dirigente sportivo italiano († 2005)
- 25 luglio - Ossi Reichert, sciatrice alpina tedesca († 2006)
- 25 luglio - Roger Scotti, calciatore francese († 2001)
- 25 luglio - Giorgio Vecchiato, giornalista e scrittore italiano († 2015)
- 26 luglio - José Manuel Correia, pallanuotista portoghese
- 26 luglio - Joseph Engelberger, ingegnere e imprenditore statunitense († 2015)
- 26 luglio - Harry Haddock, calciatore scozzese († 1998)
- 26 luglio - Robert Hirsch, attore francese († 2017)
- 26 luglio - Ana María Matute, scrittrice spagnola († 2014)
- 27 luglio - Aleksandr Anatol'evič Kosmodem'janskij, militare sovietico († 1945)
- 27 luglio - Claudia Pinza Bozzolla, soprano argentino († 2017)
- 27 luglio - Michele Topa, giornalista e scrittore italiano († 1999)
- 28 luglio - Baruch Blumberg, biochimico statunitense († 2011)
- 28 luglio - Ali Bozer, politico e imprenditore turco († 2020)
- 28 luglio - Ranieri Galluzzo, calciatore italiano († 2009)
- 28 luglio - George Klein, biologo ungherese († 2016)
- 28 luglio - Bruno Pesaola, allenatore di calcio e calciatore argentino († 2015)
- 28 luglio - Giovanni Prodi, matematico italiano († 2010)
- 28 luglio - Juan Alberto Schiaffino, calciatore e allenatore di calcio uruguaiano († 2002)
- 28 luglio - John Stonehouse, politico e imprenditore britannico († 1988)
- 28 luglio - Carlo Vita, scrittore e giornalista italiano († 2019)
- 28 luglio - Stan Weber, cestista statunitense († 2011)
- 29 luglio - Bèto Adriana, pesista, sollevatore e tiratore a segno olandese († 1997)
- 29 luglio - Celeste Di Porto, italiana († 1981)
- 29 luglio - Arnie Ferrin, cestista e dirigente sportivo statunitense († 2022)
- 29 luglio - Harold Kuhn, matematico statunitense († 2014)
- 29 luglio - Ted Lindsay, hockeista su ghiaccio canadese († 2019)
- 29 luglio - Franco Pinna, fotografo italiano († 1978)
- 29 luglio - Matthew Ridley, IV visconte Ridley, nobile inglese († 2012)
- 29 luglio - Mikīs Theodōrakīs, compositore e politico greco († 2021)
- 30 luglio - Bruno Bacchetti, calciatore italiano († 1993)
- 30 luglio - Walt Budko, cestista e allenatore di pallacanestro statunitense († 2013)
- 30 luglio - Antoine Duhamel, compositore francese († 2014)
- 30 luglio - Jacques Grimonpon, calciatore francese († 2013)
- 30 luglio - Giacomo Mosele, ex fondista italiano
- 30 luglio - Finn Pedersen, canottiere danese († 2012)
- 30 luglio - Jacques Sernas, attore lituano († 2015)
- 30 luglio - Alexander Trocchi, scrittore scozzese († 1984)
- 31 luglio - Angerio Filangieri, economista italiano († 2012)
- 31 luglio - Ignace Heinrich, multiplista francese († 2003)
- 31 luglio - Noah Klieger, scrittore, giornalista e dirigente sportivo israeliano († 2018)
- 31 luglio - Carmel Quinn, cantante e attrice irlandese († 2021)